# Vinec
Vinec je naselje v Občini Rogaška Slatina.